# Дънклин (окръг, Мисури)
Окръг Дънклин (на английски: Dunklin County) е окръг в щата Мисури, Съединени американски щати. Площта му е 1417 km², а населението - 31 454 души. Административен център е град Кенет.